# Vetro borosilicato
Il vetro borosilicato (talvolta indicato anche col nome commerciale di Pyrex) è un materiale robusto, noto per le sue qualità di resistenza agli sbalzi termici e per il suo basso coefficiente di dilatazione. Viene prodotto mediante sostituzione degli ossidi alcalini da parte dell'ossido di boro nel reticolo vetroso della silice, ottenendosi così un vetro con un'espansione minore. Quando l'ossido di boro entra nel reticolo della silice, ne indebolisce la struttura (a causa della presenza di atomi di boro planari trivalenti) e ne abbassa considerevolmente il punto di rammollimento.
La sigla BK7 indica un vetro borosilicato (contenente ossido boro ed altri ossidi) facente parte della categoria dei vetri crown, prodotto dalla ditta tedesca Schott ("ricetta" numero 7). Date le sue particolari proprietà è molto usato per la produzione di strumenti ottici.

## Storia
Nasce per usi farmaceutici, per la realizzazione di apparecchiature per la chimica, ad opera del chimico tedesco Otto Schott fondatore della Schott AG nel 1893, che lo chiamò "Duran". Successivamente la statunitense Corning Incorporated, 22 anni dopo, commercializzò i propri prodotti in vetro borosilicato con il marchio Pyrex.

## Composizione
Il vetro borosilicato è composto da:
- 70 % fino a 80 % Silice (SiO2)
- 7 % fino a 13 % Anidride borica (B2O3).
- 4 % fino a 8 % Metalli alcalini ossido (Ossido di sodio Na2O; Ossido di potassio K2O)
- 2 % fino a 7 % Ossido di alluminio (Al2O3)
- 0 % fino a 5 % Metalli alcalino terrosi ossidi (CaO, MgO, ...)

## Caratteristiche fisiche

Logo del Duran

Le caratteristiche meccaniche, ottiche e chimiche del Duran.
| Caratteristica                                 | Simbolo                                                      | Note                                   |
| ---------------------------------------------- | ------------------------------------------------------------ | -------------------------------------- |
| Indice di rifrazione per luce arancio (587 nm) | {\displaystyle n=1{,}473}                                    | Molto più basso del vetro flint        |
| Numero di Abbe                                 | {\displaystyle \nu =65}                                      | Come un tipico vetro crown             |
| Densità                                        | {\displaystyle \rho =2{,}23~\mathrm {g/cm^{3}} }             | Circa 10% più leggero del vetro comune |
| Modulo di elasticità                           | {\displaystyle E=64\cdot 10^{3}~{\rm {N/mm^{2}}}}            |                                        |
| Permittività elettrica relativa                | {\displaystyle \varepsilon _{\text{r}}=4{,}6}                |                                        |
| Coefficiente di dilatazione termica            | {\displaystyle \alpha =3{,}3\cdot 10^{-6}~\mathrm {K^{-1}} } | Circa il 40% del vetro comune          |
| Conducibilità termica                          | {\displaystyle k=1{,}2~{\rm {W/(K\cdot m)}}}                 | Come il cemento                        |
| Calore specifico                               | {\displaystyle C=830~{\rm {J/(kg\cdot K)}}}                  |                                        |
| Temperatura massima di lavoro                  | {\displaystyle T_{\rm {max}}=500~{\rm {^{\circ }C}}}         |                                        |
| Temperatura di transizione vetrosa             | {\displaystyle T_{\rm {glas}}=525~{\rm {^{\circ }C}}}        |                                        |
| Punto di rammollimento                         | {\displaystyle T=825~{\rm {^{\circ }C}}}                     |                                        |

## Usi

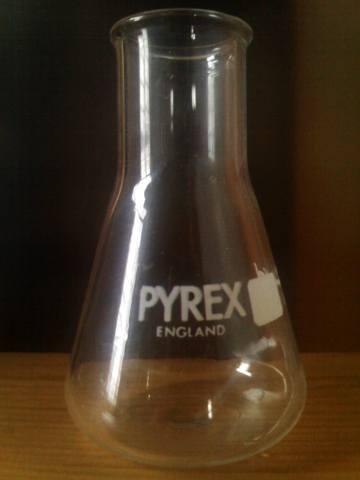
Una beuta in vetro Pyrex

Resiste agli agenti chimici ed è quindi adatto all'uso nei laboratori. Presenta inoltre ottime caratteristiche di trasparenza e robustezza, ed è per questo ampiamente usato nella costruzione di telescopi, lenti, strumenti medici e ottici, inclusa la componentistica di apparecchi d'illuminazione, presenta anche una elevata resistenza al fuoco, e viene usato nelle porte tagliafuoco.
Il vetro pyrex viene anche impiegato nella realizzazione di specchi parabolici in vetro per alcuni telescopi, che in questo modo meglio sopportano gli sbalzi termici dovuti allo spostamento dello stesso tra un ambiente esterno ed interno.
Grazie alle sue caratteristiche di lavorabilità, viene oggi largamente impiegato anche
nell'oggettistica da regalo e in altre applicazioni (per esempio, recipienti per usi specifici in cucina quali quelli per preparare cioccolato fondente) che sfruttano tra l'altro la trasparenza del vetro per rendere più funzionale lo strumento. Particolarmente adatto all'uso alimentare, il vetro borosilicato può essere infatti adoperato (anche se nei libretti delle istruzioni di alcuni oggetti ciò viene sconsigliato) in congelatore, nei forni tradizionali e in quelli a microonde.
Nel reattore nucleare ad acqua pressurizzata viene impiegato un vetro col 12,5% in boro inguainato esternamente ed internamente in acciaio inox come veleno combustibile, realizzato in fasci raggruppati in grappolo che viene ancorato all'estremità superiore del fascio del combustibile.
Date le caratteristiche di resistenza termica, e bassa dilatazione, negli ultimi tempi, viene largamente utilizzato come superficie di lavoro nelle stampanti 3D, le quali necessitano di un piano riscaldato ed altamente stabile, come adesione di stampa. Esso viene adagiato sul piano riscaldato, in alluminio, il quale, per effetto del calore, potrebbe curvarsi, inficiando la stampa.

## Costruttori
Il vetro borosilicato è commercializzato in forme diverse a marchi diversi:
- Borofloat della Schott AG.
- BK7 della Schott AG.
- Duran della Schott AG, precursore del Pyrex, Simax o Jenaer Glas.
- Fiolax della Schott AG.
- Ilmabor della Technische Glaswerke Ilmenau.
- Jenaer Glas della Zwiesel Kristallglas, già Schott AG.
- Pyrex della Arc International Cookware, già Corning Incorporated.
- Rasotherm della VEB Jenaer Glaswerk Schott & Genossen.
- Simax della Pegasus Industrial Specialties[3] oder Kavalier Glaswerke[4], come Pyrex o Jenaer Glas.
- Willow Glass della Corning Incorporated.
- Bomex, presumibilmente marchio cinese.